# Comuna Mjölby
Mjölby (Mjölby kommun) este o comună din comitatul Östergötlands län, Suedia, cu o populație de 26.313 locuitori (2013).

## Geografie

### Zone urbane
Lista celor mai mari zone urbane din comună (anul 2015) conform Biroului Central de Statistică al Suediei:
| Nr | Zona urbană | Pop.   |
| -- | ----------- | ------ |
| 1  | Mjölby      | 12.858 |
| 2  | Mantorp     | 3.781  |
| 3  | Skänninge   | 3.358  |
| 4  | Väderstad   | 573    |
| 5  | Spångsholm  | 374    |
| 6  | Sya         | 308    |
| 7  | Hogstad     | 236    |

## Demografie
| \| Evoluția demografică în comuna Mjölby, 1970–2015 \| Evoluția demografică în comuna Mjölby, 1970–2015 \| Evoluția demografică în comuna Mjölby, 1970–2015 \| Evoluția demografică în comuna Mjölby, 1970–2015 \| Evoluția demografică în comuna Mjölby, 1970–2015 \| \| ----------------------------------------------------------------------------------------------------- \| ------------------------------------------------ \| ------------------------------------------------ \| ------------------------------------------------ \| ------------------------------------------------ \| \| An \| \| \| Locuitori \| \| \| 1970 \| 1970 \| \| 24573 \| 24573 \| \| 1975 \| 1975 \| \| 25529 \| 25529 \| \| 1980 \| 1980 \| \| 26042 \| 26042 \| \| 1985 \| 1985 \| \| 25725 \| 25725 \| \| 1990 \| 1990 \| \| 26219 \| 26219 \| \| 1995 \| 1995 \| \| 25979 \| 25979 \| \| 2000 \| 2000 \| \| 25157 \| 25157 \| \| 2005 \| 2005 \| \| 25258 \| 25258 \| \| 2010 \| 2010 \| \| 25856 \| 25856 \| \| 2015 \| 2015 \| \| 26602 \| 26602 \| \| Sursa: SCB - Statistika Centralbyrån, Folkmängd efter region, civilstånd, ålder och kön. År 1968–2016 \| \| \| \| \| |      |  |           |       |
| Evoluția demografică în comuna Mjölby, 1970–2015 |      |  |           |       |
| An |      |  | Locuitori |       |
| 1970 | 1970 |  | 24573     | 24573 |
| 1975 | 1975 |  | 25529     | 25529 |
| 1980 | 1980 |  | 26042     | 26042 |
| 1985 | 1985 |  | 25725     | 25725 |
| 1990 | 1990 |  | 26219     | 26219 |
| 1995 | 1995 |  | 25979     | 25979 |
| 2000 | 2000 |  | 25157     | 25157 |
| 2005 | 2005 |  | 25258     | 25258 |
| 2010 | 2010 |  | 25856     | 25856 |
| 2015 | 2015 |  | 26602     | 26602 |
| Sursa: SCB - Statistika Centralbyrån, Folkmängd efter region, civilstånd, ålder och kön. År 1968–2016 |      |  |           |       |